# Peperita
Peperita là một chi bướm đêm thuộc họ Noctuidae.

## Các loài
- Peperita molybdopasta Turner, 1908